# Evangelisch-Lutherse kerk (Ede)
De Evangelisch-Lutherse Kerk in de Nederlandse plaats Ede is het kerkgebouw van de Evangelisch-Lutherse gemeente in Ede en omstreken. De gemeente valt sinds 2004 onder de PKN.

## Geschiedenis
De eerste bijeenkomsten van de lutheranen in Ede werden gehouden vanaf 30 november 1913 in het toenmalige Christelijk Militair Tehuis. Voorganger was de toenmalige Arnhemse dominee Hendrik Snijder. Ede viel tot 1946 onder de Arnhemse Lutherse gemeenschap. In 1917 werd door de plaatselijke architect L. Van Zoelen Hzn een kerkgebouwtje voor 150 zitplaatsen met catechisatielokaal ontworpen en gerealiseerd op de hoek van de Maanderweg en de Beukenlaan. De kerk werd met Pasen 1918 (14 april) in gebruik genomen.
In 1936 kon de kerk worden uitgebreid met een viering, transept-armen en een koor, waardoor het de opzet van een kruiskerk kreeg. Boven op de viering werd een toren geplaatst met op de spits een zwaan; het symbool van de Lutherse Kerk. De zwaan was ook al aangebracht in het fronton boven de entree van het oorspronkelijke gebouw. Het ontwerp van de uitbreiding was van de hand van Ferdinand Jantzen uit Amsterdam en J.J. van Egmond uit Ede. De glas-in-loodramen in jugendstil zijn ontworpen door architect F.B. Jantzen. Ze symboliseren de Wet en het Evangelie; het Oude en Nieuwe Testament en de sacramenten doop en avondmaal. De nieuwe kerk werd op 28 februari 1937 opnieuw door ds. Snijder in gebruik genomen.
Op 14 december 1938 werd het 25-jarig bestaan van de gemeente gevierd met het aanbrengen van een luidklok met het opschrift "1913-1938 - Eben-Haëzer".
In september 1944 werd als gevolg van bombardementen tijdens de Slag om Arnhem een deel van de ramen zwaar beschadigd. Pas in 1961 kon de tijdelijke beglazing weer worden vervangen door exemplaren naar oorspronkelijk ontwerp. In 1946 werd de Edese gemeente zelfstandig. De eerste predikant was ds. Willem Frederik ten Rouwelaar. Naast de kerk is tegenwoordig een modern bijgebouw. Het catechisatielokaal is tegenwoordig in gebruik als consistoriekamer.
Sinds de bouw zijn aan interieur en exterieur vrijwel geen veranderingen aangebracht. Daarom werd de kerk in 2001 op de gemeentelijke monumentenlijst gezet, als goed voorbeeld van een kerkgebouw uit de periode van voor de Tweede Wereldoorlog.

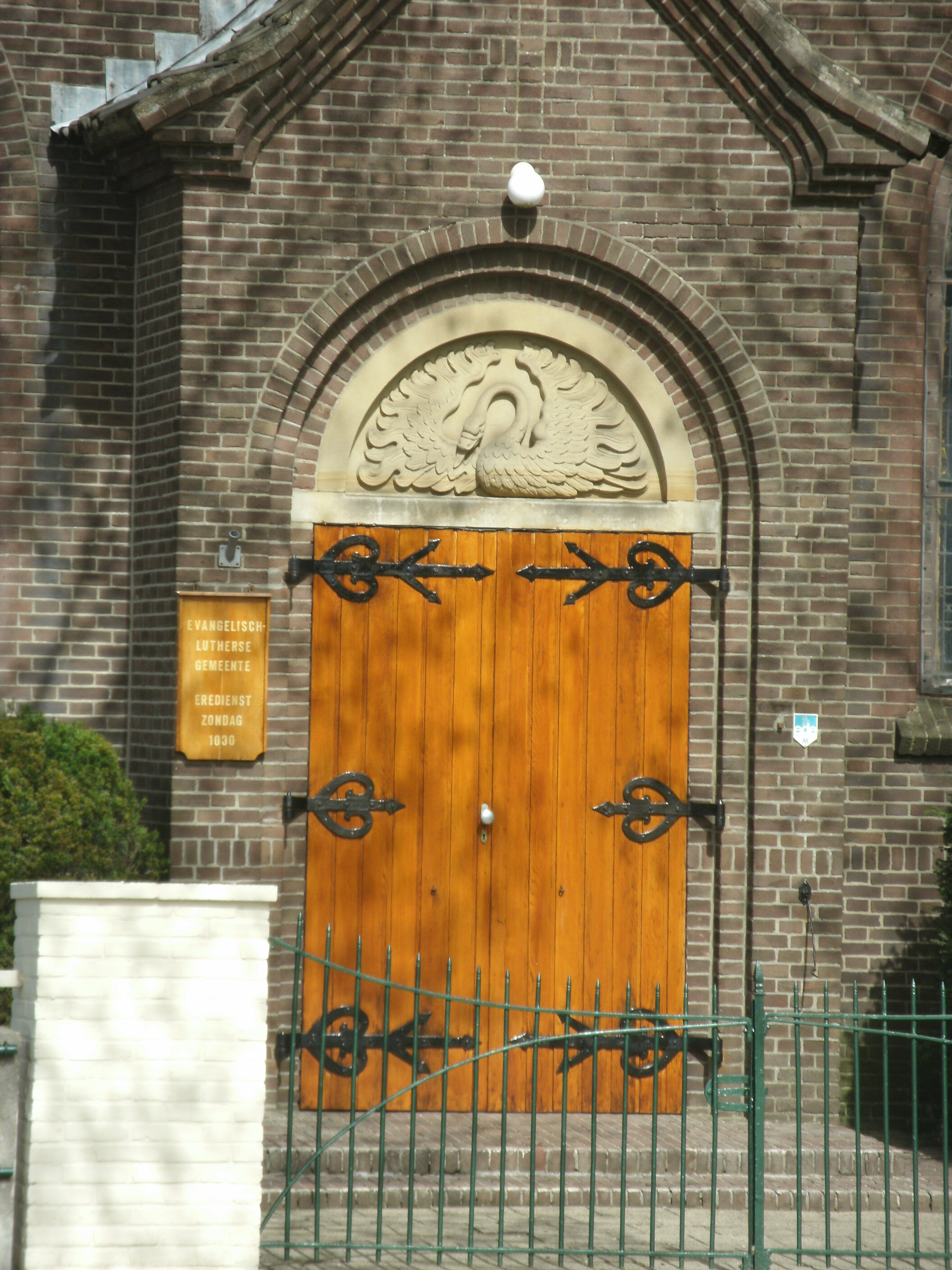
Hoofdingang
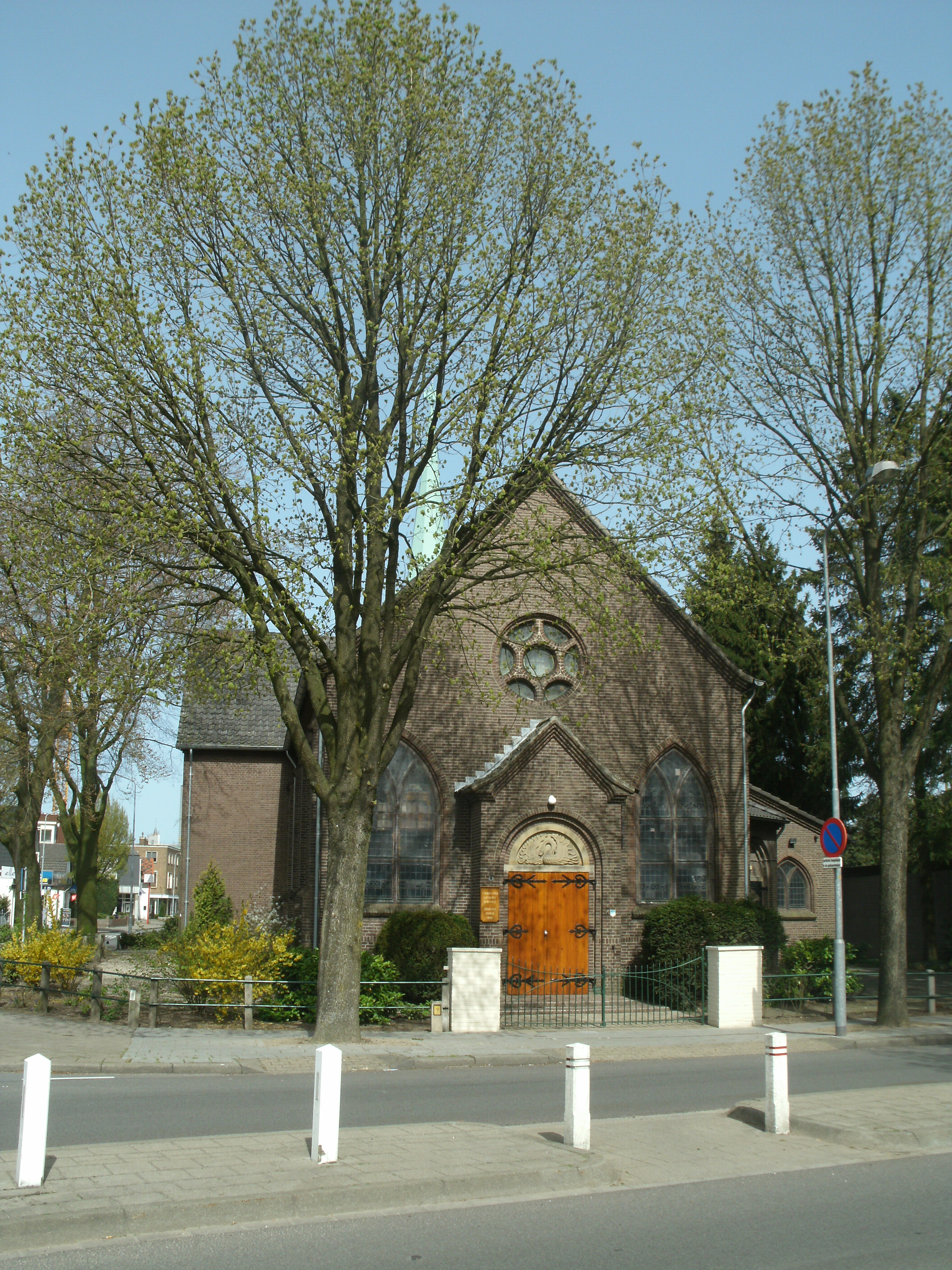
Vooraanzicht

## Het orgel
Het orgel is in 1970 gebouwd door de firma Pels & Van Leeuwen uit Alkmaar. In 1989, 1993 en 2007 werd de dispositie aangepast.
| Hoofdwerk C-g’’’          |                  |
| Prestant                  | 8'               |
| Roerfluit                 | 8'               |
| Octaaf                    | 4'               |
| Gemshoorn                 | 2'               |
| Octaaf                    | 2' (uit mixtuur) |
| Mixtuur 4 st. (1970/1989) |                  |

| Borstwerk C-g’’’ |                   |
| Holpijp          | 8'                |
| Roerfluit        | 4'                |
| Quintfluit       | 2 2/3' (C-H 1993) |
| Prestant         | 2'                |
| Dulciaan         | 8' (1970/2007)    |
| Tremulant        |                   |

| Pedaal C-f’ |             |
| Subbas      | 16'         |
| Prestant    | 8' (transm) |
| Gedekt      | 8'          |
| Fagot       | 16' (2007)  |

| Koppelingen |
| HW + BW     |
| Ped. + HW   |
| Ped. + BW   |